# Conchal (kommun)
Conchal är en kommun i Brasilien.   Den ligger i delstaten São Paulo, i den sydöstra delen av landet, 700 km söder om huvudstaden Brasília. Antalet invånare är 25 242. Arean är 184 kvadratkilometer.
Terrängen i Conchal är platt.
Följande samhällen finns i Conchal:
- Conchal

Omgivningarna runt Conchal är en mosaik av jordbruksmark och naturlig växtlighet. Runt Conchal är det ganska tätbefolkat, med 207 invånare per kvadratkilometer.